# Kátia Moretto
Kátia Celestina Moretto  (Sorocaba, 8 de março de 1958 - Sorocaba, 29 de abril de 2013) foi uma miss famosa após obter o título nacional de Miss Brasil 1976 no antigo Ginásio Presidente Médici, em Brasília concorrendo com outras vinte e três candidatas. O certame foi transmitido pela extinta TV Tupi. Kátia foi a quarta paulista a se consagrar Miss Brasil e terceira sorocabana a ostentar o título estadual.

## História
Aluna do famoso educandário OSE (Organização Sorocabana de Ensino) Kátia era jogadora de basquete e durante a realização do concurso nacional manifestou seu interesse em fazer parte da Seleção Brasileira de Basquete Feminino. Sua altura contribuía para o esporte e chamava a atenção nos concursos, ela tinha 1.80m. Cursando Química, ela ia em busca do terceiro título para o seu município. Kátia foi eleita a mais bela paulista em 5 de Junho de 1976, um sábado, competindo com outras 23 candidatas municipais no Parque Anhembi. 

## Concursos de beleza

### Miss Brasil
Kátia não estava, a princípio, entre as favoritas do Miss Brasil 1976. A imprensa apontava, insistentemente, as representantes do Rio Grande do Sul (Elizabeth Horst), Mato Grosso (Suely Vaccaro), Santa Catarina (Edna Siemsen) e Distrito Federal (Adelaide Fraga), como prováveis vencedoras. Em Brasília, a vitória não foi somente de Kátia, mas de toda a torcida da sorocabana, que acabou sendo apontada como uma das mais bem comportadas em todo o concurso.  A vitória lhe dava o direito de representar seu País no Miss Universo daquele ano.

### Miss Universo
Vencendo o nacional, Kátia seguiu rumo à disputa internacional que lhe esperava. Ela saiu às 23 horas do Aeroporto do Galeão, no Rio de Janeiro com escala em Nova Iorque, nos Estados Unidos. Às 9 horas da manhã do dia seguinte ela chegou ao Aeroporto Internacional John F. Kennedy onde embarcou rumo a Hong Kong, onde a disputa seria realizada naquele ano. Realizado no dia 10 de Julho, o concurso foi vencido pela israelense Rina Messinger, Kátia infelizmente não figurou entre as semifinalistas da noite.

## Pós-concurso e falecimento
Após cumprir o seu reinado, Kátia saiu de Sorocaba para residir na capital. Tempo depois, mudou-se para São José dos Campos, a 94 km, onde abriu o restaurante Via Moretto no distrito de São Francisco Xavier. Kátia deixou uma filha, Anayan, de 36 anos, e um filho, Felipe, de 34 anos. No dia 29 de abril de 2013, morreu, aos 56 anos, em decorrência de um câncer no aparelho digestivo. 